# سفارة صربيا في النمسا
سفارة صربيا في النمسا هي أرفع تمثيل دبلوماسي لدولة صربيا لدى النمسا. تقع السفارة في فيينا وهي تهدف لتعزيز المصالح الصربية في النمسا.

## وصلات خارجية
- الموقع الرسمي
- قائمة سفارات صربيا
- قائمة السفارات في النمسا